# (338) Будроса
(338) Будроса (лат. Budrosa) — астероид главного пояса, принадлежащий к богатому металлами спектральному классу M. Он был открыт 25 сентября 1892 года французским астрономом Огюстом Шарлуа в обсерватории Ниццы. Происхождение названия неизвестно.

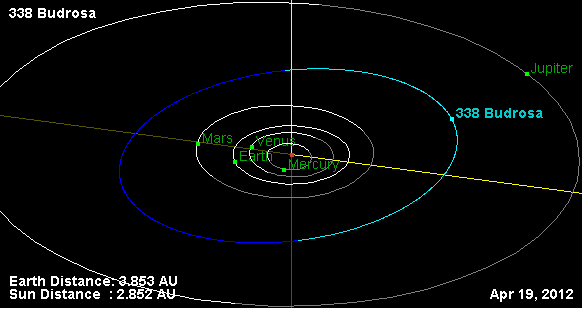
Орбита астероида Будроса и его положение в Солнечной системе